# Identity Crisis (álbum de Sweet)
Identity Crisis es el noveno y último álbum de estudio de Sweet. Originalmente tuvo una distribución muy limitada y fue lanzado sólo en Alemania Occidental y México a través de Polydor Records. Por ese motivo, su disco de vinilo es considerado un objeto raro y costoso para los coleccionistas.
Se grabó entre 1980 y 1981, pero debido a desacuerdos legales entre los miembros de Sweet, se lanzó hasta noviembre de 1982, casi un año después de la separación oficial de la banda.
Identity Crisis fue el único disco original de Sweet del que no se extrajeron sencillos.

## Contenido
Identity Crisis fue el único álbum conceptual de Sweet, con letras compuestas principalmente por Andy Soctt que narran una crisis de identidad en las diversas situaciones descritas. La excepción es la versión de Billy Boy Arnold, "I Wish You Would". A pesar de ello, Steve Priest es el cantante principal de todas las canciones.
Presenta el rock melódico típico de Sweet, pero incluye también influencias del new wave de la primera mitad de los 80s. Los arreglos son simples y de escasa producción.

## Lista de canciones
Todas las canciones compuestas por Steve Priest, Andy Scott y Mick Tucker excepto donde se indica.
1. "Identity Crisis" - 4:06
2. "New Shoes" - 3:22
3. "Two into One" - 2:37
4. "Love Is the Cure" (Scott) - 3:40
5. "Makes Me Wonder" - 3:24
6. "Hey Mama" - 3:28
7. "Falling in Love" - 4:42
8. "I Wish You Would" (Billy Boy Arnold) - 3:12
9. "Strange Girl" - 4:30

## Personal
- Steve Priest - bass guitar, lead vocals, backing vocals
- Andy Scott - guitars, co-lead vocals (track 5), backing vocals
- Mick Tucker - drums, backing vocals

Personal adicional
- Louis Austin - Engineer